# بيت قطيان (ساة)
'

تعديل مصدري - تعديل

بيت قطيان هي إحدى قرى عزلة ساه بمديرية ساة التابعة لمحافظة حضرموت، بلغ تعداد سكانها 176 نسمة حسب تعداد اليمن لعام 2004.